# Grumman TBF Avenger
Grumman TBF Avenger (Maščevalec) je bil enomotorni trisedežni ameriški torpedni bombnik druge svetovne vojne.

## Zgodovina
Avenger je bilo najboljše ameriško torpedno letalo 2. SV. To potrjuje število izdelanih letal - skoraj 10.000. Trisedežnik je nastal leta 1941 na izkušnjah vojne v Evropi. Kot vsa Grummanova letala je bil Avenger zelo robusten in skoraj brez aerodinamičnih oblik. Bil je zelo primeren za množično izdelavo in za preprosto vzdrževanje in popravila na letalonosilkah. Njegovo glavno orožje je bil letalski torpedo, lahko pa so nanj namestili tudi bombe ali podkrilne raketne izstrelke. Uporabljali ga niso le za napade na ladje, temveč tudi kot jurišnika za napade na japonske otoške postojanke na Tihem oceanu. Brez dodatnih rezervoarjev je lahko Avenger letel do 1.600 kilometrov daleč. Ker je služil kot palubno letalo, je bilo njegovo območje delovanja še dosti večje. Letala, ki morajo biti v čim večjem številu shranjena v podpalubnih hangarjih letalonosilk, morajo imeti zložljiva krila. S tem se poveča racionalnost plovbe, predvsem pa bojna učinkovitost. Poleg zložljivih kril je imel Avenger uvlačljivo podvozje, ki je pripomoglo k nekaj višji hitrosti. Dva člana posadke (pilot in hrbtni strelec) sta bila v izdatno zastekleni kabini, ki je omogočala zelo dober razgled, medtem ko je bil drugi strelec, ki je bil tudi bombardir, v neudobnem repnem delu letala. 
Med 2. SV ga je pilotiral sedaj že pokojni ameriški predsednik George Herbert Walker Bush (st.).   